# Boa Sorte pra Você (canção)
Boa Sorte pra Você é o 1º single do novo álbum da dupla sertaneja Victor & Leo também intitulado Boa Sorte pra Você. Alcançou a posição #2 no Hot 100 Airplay da Billboard Brasil.

## Recepção
Mauro Ferreira do Notas Musicais recebeu a canção, positivamente, dizendo: "Já na canção que abre o disco e lhe dá título, Boa Sorte pra Você, fica clara a habilidade de Victor Chaves - o compositor da dupla - para cantar as mágoas de amor sem chororô num pop sertanejo bem redondo, moldado sem apelações para as paradas radiofônicas".

## Videoclipe
O videoclipe da canção foi lançado em dezembro com exclusividade no Video Show e no dia 26, o clipe estreou no TVNeja no Multishow.

## Paradas
| Paradas (2010/2011)            | Melhor posição |
| ------------------------------ | -------------- |
| BR Billboard Hot 100 Airplay   | 2              |
| BR Billboard Hot Popular Songs | 3              |